# Бонифати
Бонифати (итал. Bonifati) је насеље у Италији у округу Козенца, региону Калабрија.
Према процени из 2011. у насељу је живело 707 становника. Насеље се налази на надморској висини од 427 м.

## Становништво
| 1931. | 1936. | 1951. | 1961. | 1971. | 1981. | 1991. | 2001. | 2011. |
| ----- | ----- | ----- | ----- | ----- | ----- | ----- | ----- | ----- |
| 4.471 | 4.457 | 4.675 | 4.133 | 3.751 | 3.757 | 3.540 | 3.402 | 2.912 |